# Nicomia serrata
Nicomia serrata är en insektsart som beskrevs av Albertson. Nicomia serrata ingår i släktet Nicomia och familjen hornstritar.
Artens utbredningsområde är Peru. Inga underarter finns listade i Catalogue of Life.